# Хантер Ліджет
Гантер Ліджет (англ. Hunter Liggett; 21 березня 1857, Редінг — 30 грудня 1935, Сан-Франциско) — американський воєначальник, генерал-лейтенант армії США. Учасник Іспансько-американської, Філіппінсько-американської та Першої світової війн.

## Біографія
Військова кар'єра
- 1 липня 1875 — кадет
- 13 червня 1879 — другий лейтенант
- 27 червня 1884 — перший лейтенант
- 1 червня 1897 — капітан
- 5 травня 1902 — майор
- 5 червня 1909 — підполковник
- 12 березня 1912 — підполковник
- 5 березня 1902 — бригадний генерал
- 17 березня 1917 — генерал-майор
- 1 листопада 1918 — генерал-лейтенант (тимчасове звання)
- 21 березня 1921 — генерал-майор
- 21 червня 1930 — генерал-лейтенант

Гантер Ліджет народився 21 березня 1857 року в Редінгу, штат Пенсільванія. У 1875 році він поступив на навчання у Військову академію у Вест-Пойнті, штат Нью-Йорк, яку успішно завершив у 1879 році з присвоєнням військового звання другого лейтенанта. Серед його однокурсників було кілька майбутніх генералів, як-то Вільям Д. Біч, Джон С. Меллорі, Джеймс А. Айронс, Ллойд М. Бретт, Альберт Л. Міллс, Джон А. Джонстон, Генрі А. Грін, Фредерік С. Фольц і Семюел В. Міллер.
Офіцерську службу розпочав у 5-му піхотному полку, де він служив на територіях Монтана та Дакота, а також у Техасі та Флориді. Служба Ліджета на заході США, участь в іспано-американській та філіппінсько-американській війнах відточили його навички військового лідера. У 1907 році він прийняв командування батальйоном 13-го піхотного полку у Форт Лівенворт, штат Канзас. З 1909 по 1914 рік він був слухачем, викладачем і начальником Воєнного коледжу армії США, отримавши підвищення до бригадного генерала в лютому 1913 року.
Під час служби Ліджета на Філіппінах він брав участь в інспекційних поїздках у 1914 році для вивчення можливих місць вторгнення на Лусон. У цьому йому допомагав його ад'ютант, капітан Джордж К. Маршалл. Під час штабної поїздки було встановлено, що найбільш імовірний шлях вторгнення проходитиме через затоку Лінгайєн і що це буде майже неможливо зупинити, якщо США різко не збільшить чисельність своєї армії та флоту на Філіппінах. У 1941 році японці вторглися через затоку Лінгайєн, як і в 1945 році американські сили, визволяючи його від окупантів.
Гантер Ліджет успішно командував бригадами в Техасі та на Філіппінах. У квітні 1917 року його призначили командиром 41-ї піхотної дивізії та присвоїли звання генерал-майора. Дивізія служила у Франції як частина Американського експедиційного корпусу. Коли його дивізію було розформовано, він прийняв командування I корпусом.
Під керівництвом Ліджета I корпус брав участь у Другій битві на Марні та у битві на виступі Сен-Мієль. У жовтні 1918 року, будучи командувачем 1-ї армії у званні генерал-лейтенанта національної армії, він керував завершальною фазою наступу на Маас-Аргон і переслідуванням німецьких військ до моменту перемир'я. Після командування післявоєнною окупаційною армією Ліджет повернувся до свого постійного звання генерал-майора та в 1921 році пішов у відставку.